# Jugoda servula
Jugoda servula är en insektsart som beskrevs av Melichar 1915. Jugoda servula ingår i släktet Jugoda och familjen Lophopidae. Inga underarter finns listade i Catalogue of Life.